# Тупољев АНТ-37
Тупољев АНТ-37/ДБ-2, (рус. Туполев АНТ-37 / ДБ-2), је био совјетски двомоторни бомбардер дугог долета из периода 1930-их година. Пројектовао га је ОКБ 156 Тупољев (Опитни конструкциони биро - Тупољев) пројектант је био П. Сухој и остао је само на прототипу.

## Пројектовање и развој
При крају 1933. године ОКБ 156 Тупољев (Опитни Конструкциони Биро - Тупољев) добио је захтев да конструише бомбардер дугог долета. Према том захтеву авион је требало да буде двомоторни авион да понесе наоружања око 1 t, долет авиона 3.500 km, максимална брзина 350 km/h, практични плафон лета 3.500 m и да користи полетно слетну стазу највеће дужине 300 m. За пројектанта овог авиона је одређен Павел О. Сухој који је до тада у ОКБ 156 Тупољеву радио на пројектима АНТ-25 и његовој војној варијанти АНТ-36/ДБ-1.
Користећи се искуством из претходна два пројекта Сухој се одлучио за авион смањеног распона крила (31,00m) у односу на АНТ-25, потпуно метална конструкција трупа и крила и уградња два звездаста ваздухом хлађена мотора Gnome-Rhone 14К са 800 KS односно његове совјетске варијанте Микулин М-85. Паралелно са радом на пројекту почела је израда прототипа у радионицама ОКБ 156 Тупољев, авион је у деловима пренет на централни московски аеродром Ходинка и ту монтиран у току априла месеца 1934. године. Тестирање авиона је почео 16. јуна 1934. године пилот К. Попов је постигао брзину од 250km/h што је знатно испод очекиване. На другом пробном лету пробни пилот М. Громов је постигао брзину од 340 km/h али је притом прототипу оштећен труп и авион је пао на срећу нико од два члана посаде није погинуо. Након овог инцидента извршена је потпуна реконструкција трупа авиона, труп је појачан без знатнијег повећања његове масе. Пробни лет овако реконструисаног авиона је обавио пробним пилотом М. Алексејевим 25. фебруара 1936. године, програм тестирања је трајао читаво пролеће 1934. године, постигнута крстарећа брзина је била 213 km/h, али је долет авиона био знатно већи од планираног. У августу месецу 1936. године направљен је један непрекидан лет Москва-Омск-Москва у укупној дужини 4.995 km. У следећој модификацији овог авиона са моторима Микулин М-86 снаге 950KS и новим елисама са променљивим кораком, повећаним резервоарима за гориво постизани су долети између 7 и 8.000km.

### Технички опис
Авион Тупољев АНТ-37/ДБ-2 је био двомоторни нискокрилни једнокрилни авион потпуно металне конструкције и увлачећим стајним трапом система трицикл. Две предње главне ноге стајног трапа су биле опремљене удвојеним точковима „близанцима“, и увлачила су се у простор носача мотора испод крила помоћу хидрауличних цилиндара а трећи не увлачећи ("клавирски") точак је био смештен на репу авиона. Труп авиона је био елипсастог попречног пресека. У утроби авиона било је простора за смештај пилотске и навигаторске кабине, обртне туреле за стрелца, као и простора за бомбе. Кљун авиона је био затупаст са стакленим предњим делом у коме је смештена кабина навигатора-нишанџије. Погонску снагу авиону је давало 2 мотора Gnome-Rhone 14К, ваздухом хлађени радијални (звездасти) мотори са 800 KS што је чинили укупно 1.600 KS. Мотори су се налазили на крилима. Сваки мотор је имао трокраку металну елису. Крила су имала трапезасти облик заобљен на врху, размах крила је био велики тако да је авион подсећао на једрилицу. Прототип је био опремљен једним митраљезом у обртној куполи која је смештена из леђа пилота и два митраљеза у носу авиона. Посада авиона је имала три члана: пилота, навигатора-нишанџију и задњег стрелца.
| Карактеристика      | Иљушин ДБ-3Б(1936.) | Тупољев ДБ-2(1935.) | АНТ-40-1/(СБ-1)(1935.) |
| ------------------- | ------------------- | ------------------- | ---------------------- |
| Дужина              | 14,22 m              | 15,00 m              | 12,30                  |
| Висина              | 4,10 m               | 5,20 m               | 3,40                   |
| Размах крила        | 21,44 m              | 31,00 m              | 19,00                  |
| Површина крила      | 65,60               | 84,9                | 46,30                  |
| Маса празног авиона | 4.500 kg              | 5.855 kg              | 3.132                  |
| Максимална маса     | 7.000 kg              | 12.500 kg             | 4.717                  |
| Мотори              | 2 × М-85            | 2 × Gnome-Rhone 14К                | 2 × М-25               |
| Снага               | 2 × 560 kW          | 2 × 597 kW          | 2 × 535 kW             |
| Максимална брзина   | 400 km/h                | 342 km/h                | 325                    |
| Плафон лета         | 8.400 m              | 7.400 m              | 6.800                  |
| Долет               | 4.200 km              | 5.000 km              | 4.000                  |
| Брзина пењања       | 390 m/min                |                     | 385                    |
| маса наоружања      | 2.500 kg              | 1.000 kg              | 500                    |

## Оперативно коришћење
До оперативног коришћења авиона АНТ-37/ДБ-2 није дошло, јер у надметању са Иљушином ДБ-3 био је изабран бољи авион тј. ДБ-3 (погледај табелу совјетских бомбардера пројектованих у исто време) за наоружавање и серијску производњу. Укупно је направњено 4 авиона АНТ-37/ДБ-2, један (први) авион је уништен у току тестирања а остала три су преживела цео рат. Авиони су након тестирања уступљени Аерофлоту и летели су за њихове потребе и потребе истраживачких пројеката. Једним од тих авиона, назван „Отаџбина” (рус. Родина) је трочлана женска посада у саставу Валентина Гризодубова пилот, Полина Осипенко копилот и Марина Раскова навигатор, 24. септембра 1938. године прелетеле 5.908 km и оборила неколико међународних рекорда за жене.

## Земље које су користиле овај авион
| - СССР |